# Compromís:Més-Iniciativa-VerdsEquo
Compromís:Més-Iniciativa-VerdsEquo (denominado hasta 2023 Compromís:Bloc-Iniciativa-VerdsEquo), también conocido simplemente como Compromís, es una coalición valencianista de izquierda que ha concurrido a las elecciones a las Cortes Valencianas desde 2011. Está formada por los partidos Més-Compromís, Iniciativa del Poble Valencià, Verds Equo del País Valencià y Coalició Compromís.

## Estructura
Esta coalición está integrada por los siguientes partidos políticos y federaciones:

| Partidos y federaciones | Partidos y federaciones       |
| ----------------------- | ----------------------------- |
|                         | Més-Compromís                 |
|                         | Iniciativa del Poble Valencià |
|                         | Verds Equo del País Valencià  |
|                         | Coalició Compromís            |

## Coalición
Se creó en enero de 2010 como una coalición electoral para participar conjuntamente en las elecciones autonómicas y municipales de 2011, y debido a sus resultados positivos se reeditó para las elecciones generales del 20 de noviembre de 2011, para las cuales se adhirió el partido Equo a la coalición. Además de esto la coalición cuenta con el apoyo de otros colectivos y partidos políticos, como Projecte Obert, Los Verdes de Villena o Partido Verde Europeo. En julio de 2012 se dotó de una ejecutiva de 21 miembros encabezada por Enric Morera, del Bloc, y Mónica Oltra, de Iniciativa, como coportavoces.
Se creó con la voluntad de crear un «tercer espacio» que permitiera un cambio «sustantivo y en profundidad» en la política valenciana y ser la «auténtica alternativa» al bipartidismo del PP y PSOE.
La coalición fue creada por Més-Compromís, Iniciativa del Poble Valencià (IdPV) y Verds Equo del País Valencià (VerdsEquo). Este último partido integró en octubre de 2014 a Esquerra Ecologista-Verds, partido fundador de Coalició Compromís. Está formada tanto por los militantes de Compromís como por los afiliados de los partidos que forman parte de ella. Actualmente cuenta con 725 concejales en la Comunidad Valenciana, 15 diputados en las Cortes Valencianas, dos diputados en el Congreso y un senador. Cuenta también con multitud de alcaldías en toda la Comunidad Valenciana, entre ellas tuvo la de su capital del 2015 al 2023
Las líneas directrices de la coalición inciden en «la confluencia del regionalismo valenciano progresista, la izquierda moderna y el ecologismo político, como alternativa electoral real», es decir, «la aplicación de un nuevo modelo de desarrollo sostenible que ponga énfasis en superar las carencias del modelo económico vigente, así como una profundización en el autogobierno de la comunidad autónoma y la defensa del valenciano». Defiende la denominación «País Valencià» para la Comunidad Valenciana.

### Miembros de la coalición
Compromís es una coalición de partidos nacionalistas valencianos, de izquierdas y ecologistas. Está formada por:
- Més (Més). Anteriormente conocido como Bloc, es fruto de la coalición electoral Unitat del Poble Valencià-Bloc Nacionalista (1995), formada por Unitat del Poble Valencià o Nacionalistes Valencians (UPV) (fundada en 1984), el Partit Valencià Nacionalista (PVN) (fundado en 1990), Nacionalistes d'Alcoi (NDA) (fundado en 1994), el Bloc Progressista de Monòver y Grau Unit de Castelló. El 9 de septiembre de 1997 se aprobó la Declaración Política Constitutiva y se inscribió en el registro de partidos políticos el 12 de mayo de 1998[20] como federación de partidos. Se convirtió en partido en su Congreso Constituyente, celebrado en el año 2000. Se autodefine como progresista y valencianista.

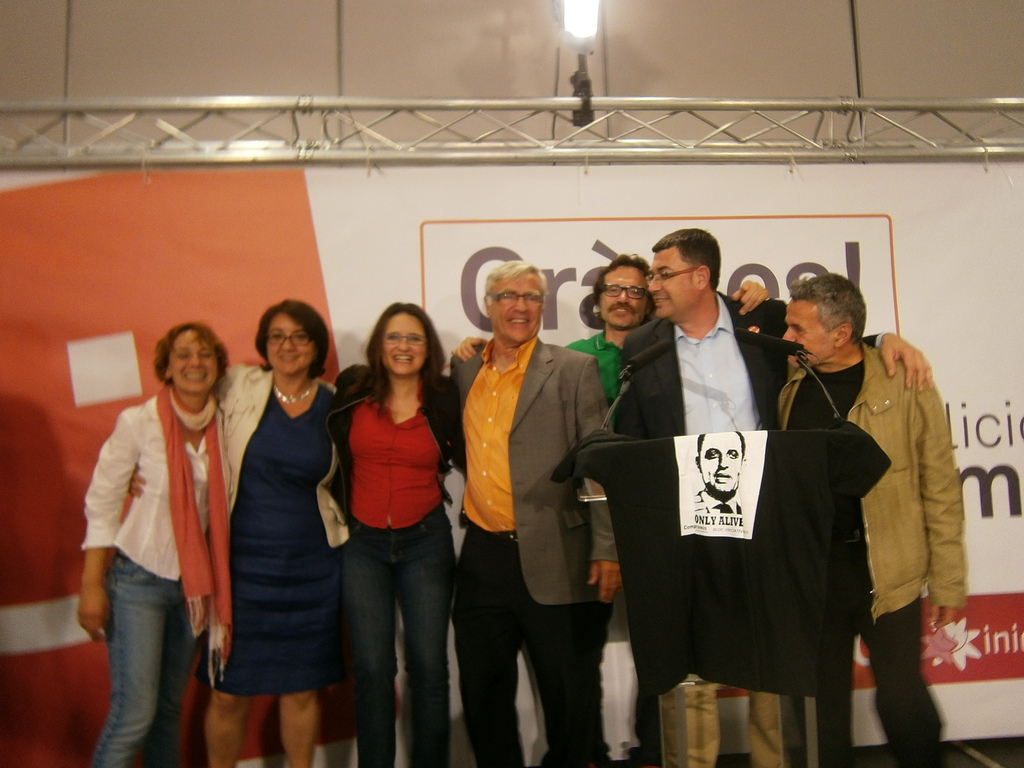
Equipo de la Coalició Compromís.

- Iniciativa del Poble Valencià (IdPV). Su origen es la corriente interna de Esquerra Unida del País Valencià Esquerra i País, que representaba en torno al 30 % de EUPV.[21] Se constituyó en partido político el 20 de octubre de 2007, en medio de la crisis en EUPV que enfrentaba al sector mayoritario, nucleado en torno al Partit Comunista del País Valencià y la coordinadora general Glòria Marcos, y los críticos más cercanos al valencianismo (Esquerra i País). Este es un partido definido como ecosocialista y valencianista.[22]
- Verds Equo del País Valencià (VerdsEquo). Partido de carácter ecologista. Surgió en octubre de 2014 de la fusión entre Esquerra Ecologista-Verds (EE-EV), miembro fundador de Coalició Compromís, y la federación territorial valenciana de Equo, Equo País Valencià. Es un partido soberano asociado a Equo.[23]

Entre los partidos adheridos se encuentran:
- Acord Ciutadà d’Esquerres per la Renovació de Tavernes (ACERT), un partido de ámbito local de Tabernes Blanques miembro desde diciembre de 2013.[24][25]

#### Adscripción europea de los miembros de la coalición
| Partido                                                           | Partido europeo                                        | Grupo en el Parlamento Europeo              |
| ----------------------------------------------------------------- | ------------------------------------------------------ | ------------------------------------------- |
| Més Joves del País Valencià-Compromís                             | Alianza Libre Europea Alianza Libre Europea de Jóvenes | Grupo de Los Verdes / Alianza Libre Europea |
| Iniciativa del Poble Valencià Som (Iniciativa del Poble Valencià) | Ninguno Jóvenes Verdes Europeos (observador)           | Grupo de Los Verdes / Alianza Libre Europea |
| Verds-Equo del País Valencià Joves VerdsEquo del País Valencià    | Partido Verde Europeo Jóvenes Verdes Europeos          | Grupo de Los Verdes / Alianza Libre Europea |

#### Apoyos
Desde que se presentó oficialmente a la Coalición, esta ha recibido el apoyo de diferentes colectivos y partidos políticos el primero de los cuales fue Projecte Obert (PO), una plataforma que agrupaba a ex militantes de EUPV que apostaba por la convergencia entre formaciones políticas que conformaban el valencianismo, la izquierda y el ecologismo. En la actualidad la Coalición recibe el apoyo de:
- Partido Verde Europeo (PVE), el cual se basa en las llamadas políticas verdes, como la responsabilidad ambiental, la libertad individual, la democracia, la diversidad, la justicia social, la igualdad de género, un desarrollo sostenible global, y la no violencia. El PVE ha reconocido a Coalició Compromís como su interlocutora en el País Valenciano.[30][31] De cara a las elecciones a las Cortes Valencianas de 2015, la presidenta del PVE, Monica Frassoni, volvió a mostrar su apoyo a la formación.[33]

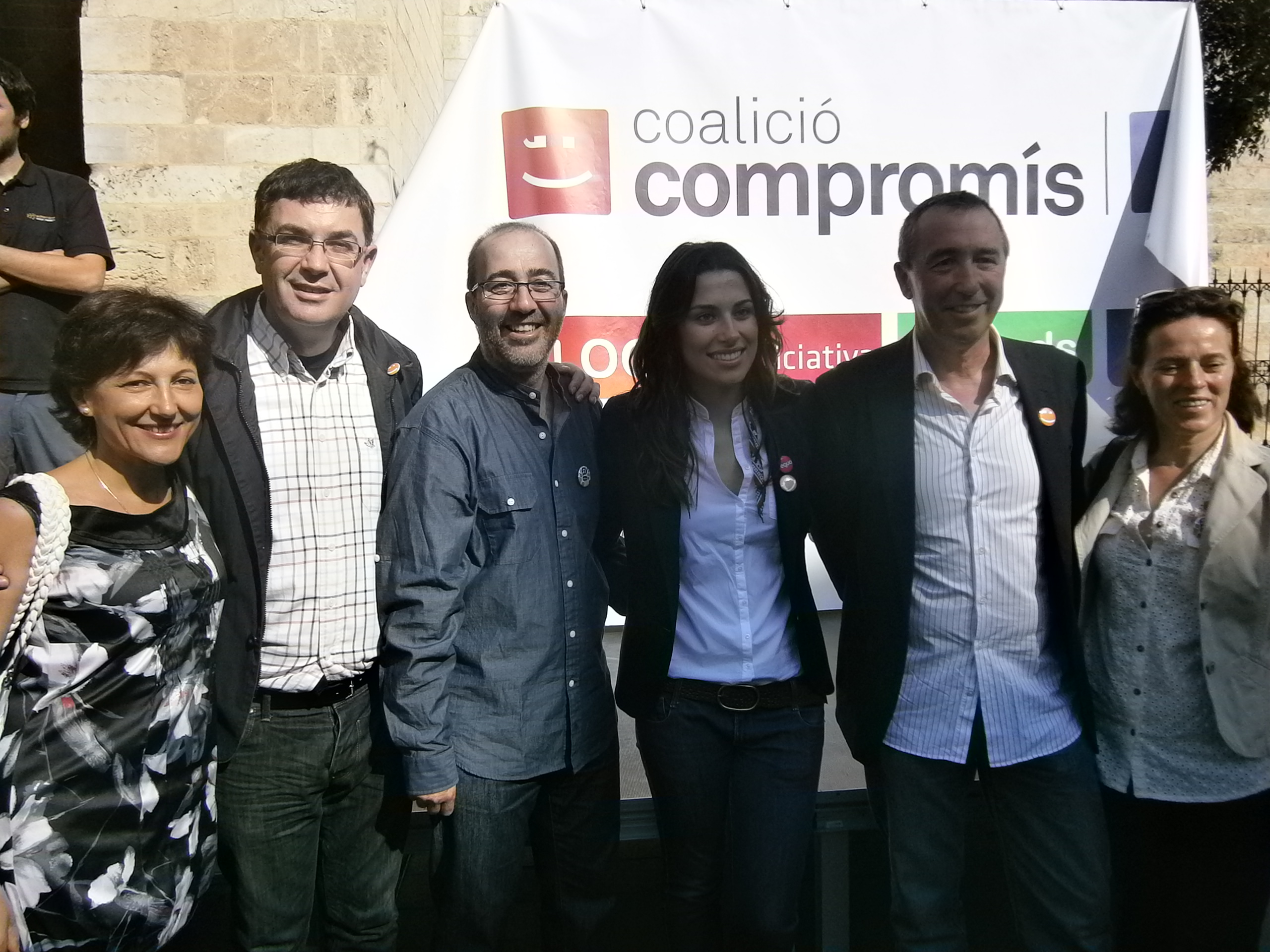
Candidatos en el Mitin-presentación de Compromís-Q para las Generales de 2011.

- Equo, un partido político, que originariamente fue una fundación presentada el 24 de septiembre de 2010, cuya finalidad era la de ser un "núcleo de formación y debate sobre ecología política y equidad social, así como la formación de un movimiento sociopolítico cuyo objetivo era el de agrupar al movimiento verde en un partido político".[34] Esta fundación apoyó a la Coalición en las elecciones a las Cortes Valencianas de 2011,[35] y a su vez, la diputada Mònica Oltra afirmó que este proyecto coincidía con la formación valenciana en la búsqueda de una nueva manera de hacer política y en la necesidad de impulsar políticas de sostenibilidad y equidad social, mostrando su apoyo a esta formación en Madrid, y manifestando que Compromís no renunciará a su proyecto en territorio valenciano.[10] Después de estos movimientos, las asambleas de Equo en la Comunidad Valenciana se sumaron a la coalición para las elecciones generales de España de 2011.[36][37][38][39] Desde octubre de 2014, la federación de Equo-País Valenciano se fusionó con els Verds-Esquerra Ecologista para formar Verds-Equo del País Valencià, un partido soberano miembro de Compromís pero que actúa como referente de Equo en la Comunidad Valenciana.[23]
- Los Verdes de Villena (LVV), una formación ecologista de ámbito local del municipio de Villena y que actualmente preside su alcaldía. Es un grupo verde de larga tradición, ya que su fundación data de la década de 1980. En las elecciones autonómicas y generales del 2011 dieron su apoyo a Compromís.[13] Desde octubre de 2014 se encuentran asociados a Verds-Equo.

### Exmiembros de la coalición
- Esquerra Valenciana (EV), partido político republicano y de izquierdas integrado en el Bloc desde 2007 donde quedó inactivo. En 2014 anunció su reactivación con un acuerdo con otra formación soberanista de Compromís para formar un pol independentista d'esquerres.[40] Posteriormente, en 2016 Esquerra Valenciana hizo pública su intención de abandonar tanto el Bloc como la coalición Compromís y trabajar conjuntamente con ERPV.[41]
- Sobirania Valenciana/Estat Valencià (SV), un partido republicano y de izquierdas adherido desde marzo de 2013[42] que busca la plena soberanía del pueblo valenciano. Si bien se opone al concepto de los Países Catalanes, reconoce abiertamente la unidad de la lengua valenciana/catalana. En las elecciones de 2011 Estat Valencià pidió el voto para Coalició Compromís,[12][43] llegando a formar parte de la coalición en las elecciones municipales del 2011 en la localidad valenciana de Alfafar.[44] En 2017 abandonó la coalición en el ámbito de la Comunidad Valenciana.[45]

### Exmiembros disueltos de la coalición
- Gent de Compromís (GdC). Personas adheridas a la coalición, las cuales militaban en diferentes partidos que se sumaron posteriormente a la coalición, generalmente de ámbito local, además de quienes militaban directamente en Compromís sin formar parte de ninguno de sus partidos miembros,[46] como era el caso de Joan Ribó, alcalde del ayuntamiento de Valencia por la coalición[11] y miembro adherido de Compromís.[47] El grupo se disolvió en 2019.[48]

### Pacto ideológico

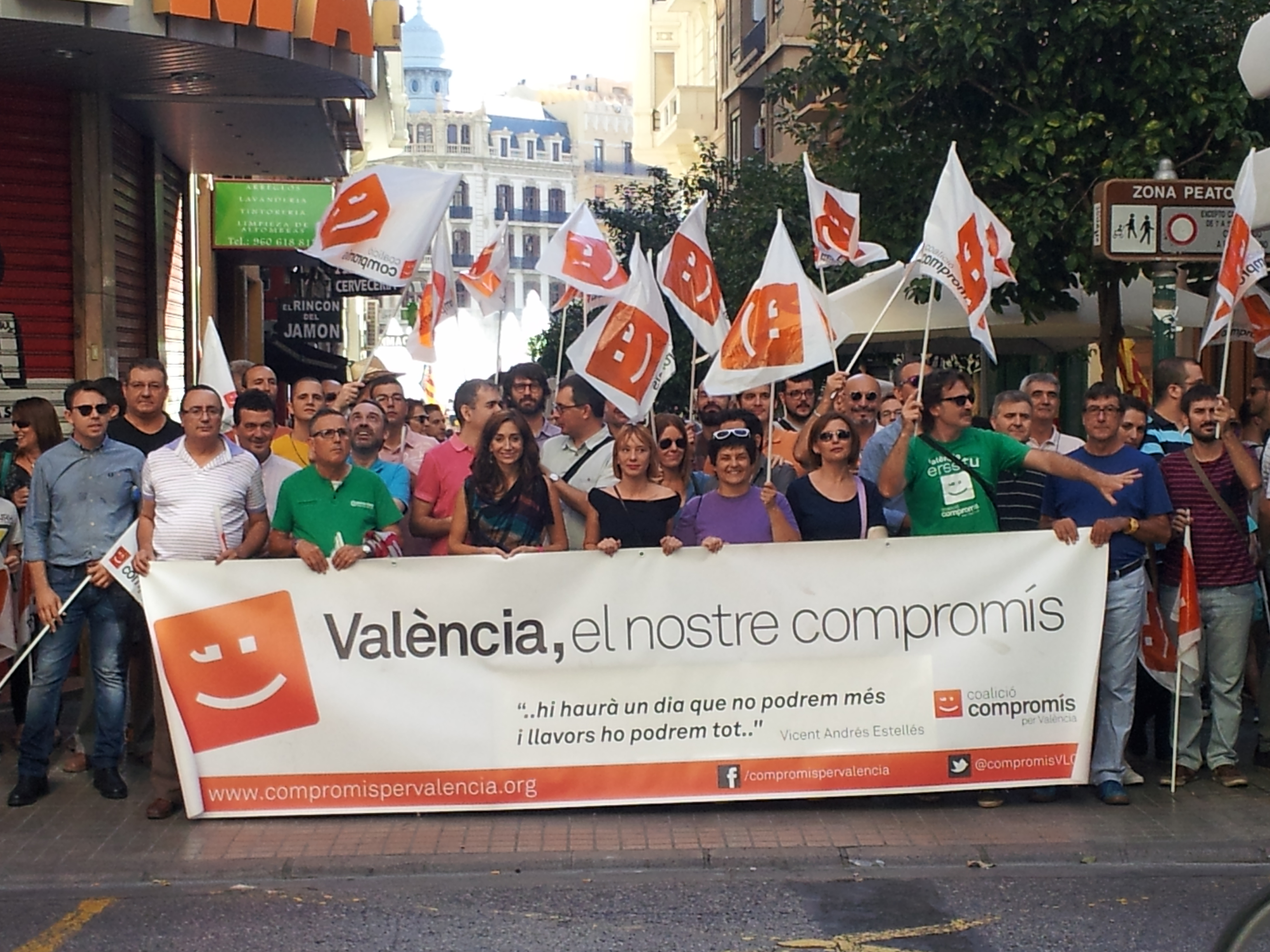
Cabecera de Compromís en la Procesión Cívica del Día de la Comunidad Valenciana de 2014

La coalición realizó un manifiesto explicando las líneas directrices del pacto, incidiendo en "la confluencia del valencianismo progresista, la izquierda moderna y el ecologismo político con el fin de ofrecer una alternativa electoral", así como denunciando la corrupción generalizada en la Comunidad y abogando por una "política más transparente, honesta, y al servicio de los intereses de la mayoría". Defienden "la aplicación de un nuevo modelo de desarrollo sostenible que ponga énfasis en superar las carencias del modelo económico vigente, así como una profundización el autogobierno de la comunidad autónoma y la defensa del valenciano". De acuerdo con algunos medios, ciertas facciones de la entidad política tienden a promover el catalanismo.
Joan Ribó, candidato de la coalición a la alcaldía de Valencia, la definió con estas palabras: "Nuestro objetivo es un proyecto unitario en que el valencianismo, el ecologismo político y los valores de solidaridad que caracterizan la izquierda queden unidas en un modelo atractivo para la mayoría de los habitantes de la ciudad de Valencia con un mínimo de planteamientos progresistas. No se trata de que cada uno ponga su "cuota". Se trata de que todos seamos valencianistas, ecologistas y de izquierdas".

### Organigrama
El último fin de semana de marzo de 2012, los partidos integrantes de Compromís aprobaron que la coalición se dotara de una dirección propia en la que estarán representados los partidos integrantes así como independientes. El consejo nacional del Bloc aprobó la decisión con un 97 % de votos favorables. Iniciativa del Poble Valencià, que llevaba a cabo su tercer congreso, lo hizo con un 91 %, en tanto que Els Verds reunió su asamblea, que aprobó la decisión con un 94 % de votos favorables.
En julio de 2012 se dotó de una ejecutiva de 21 miembros encabezada por Enric Morera, del Bloc, y Mònica Oltra, de Iniciativa, como coportavoces, a los que acompañaban Juan Ponce, de EV-EE, y Joan Ribó, independiente, como adjuntos. Formaban también parte de la ejecutiva el resto de diputados en las Cortes Valencianas y Joan Baldoví, el diputado en el Congreso. El Bloc dispone de once representantes en la ejecutiva, por seis de Iniciativa, dos de EV-EE y dos independientes. Sin embargo, las decisiones políticas «estratégicas» (designación de cargos, presupuestos, coaliciones y campañas políticas) requerirán mayorías de dos tercios. En cambio, la confección de las listas electorales se hará por mayoría simple.
En marzo de 2013 se renovó el Consell General cambiando la distribución de representantes de cada formación de la coalición: 10 miembros de BLOC, 11 de Iniciativa, 10 de EV-EE y 12 personas adheridas o independientes.

## Elecciones locales y a las Cortes Valencianas de 2007

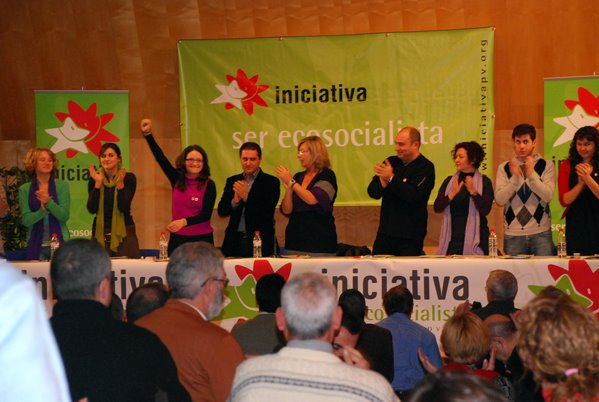
Congreso constitutivo de Iniciativa (2008).

En el año 2007, se constituyó una nueva coalición, la cual se denominó Compromís pel País Valencià. La nueva coalición estaba integrada por Esquerra Unida del País Valencià, Bloc Nacionalista Valencià, Els Verds del País Valencià, Els Verds Esquerra Ecologista del País Valencià e Izquierda Republicana, que se presentó a . Este pacto tenía por objetivo principal evitar el bipartidismo en las Cortes Valencianas, y especialmente la mayoría absoluta del Partido Popular.
La coalición obtuvo 195 116 votos (8,02 %), que se tradujeron en 7 diputados (3 por Valencia, 2 por Alicante y 2 por Castellón). El reparto entre los partidos se realizó como sigue: 5 para EUPV, 2 para el Bloc y ninguno para ambos partidos ecologistas (EVPV y EV-EE) e IR.
El grupo parlamentario formado se denominó "Esquerra Unida-Bloc-Verds-IR: Compromis" con Glòria Marcos como portavoz. Sin embargo, debido a la crisis de EUPV del 2007-08 se produjo la escisión de Iniciativa del Poble Valencià (Iniciativ) de la federación de izquierdas, motivo por el cual EUPV abandonó el grupo parlamentario conjunto. Esta crisis supuso que el grupo parlamentario de Compromís quedara definitivamente constituido por 4 diputados, 2 diputadas de Iniciativa y 2 diputados del Bloc.

## Elecciones generales de 2008

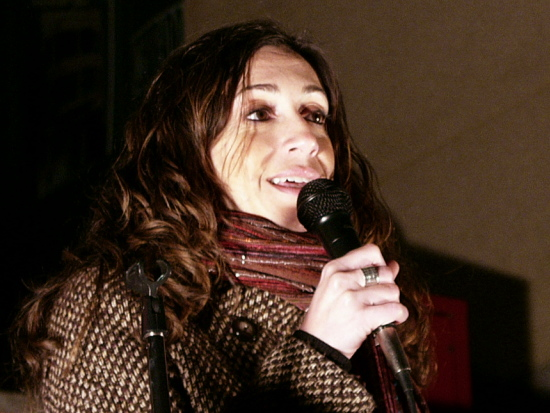
Mitin de Isaura Navarro (Iniciativa), cabeza de lista de B-I-V por Valencia en las elecciones generales del 2008.

En las elecciones generales de 2008 se constituyó el embrión de la actual coalición, Bloc-Iniciativa-Verds (B-I-V), el cual estaba formado por los tres partidos originarios de la Coalició Compromís: el Bloc Nacionalista Valencià; Iniciativa del Poble Valencià; y Els Verds-Esquerra Ecologista.
Su cabeza de lista por Valencia fue Isaura Navarro de Iniciativa, que había sido diputada al Congreso por Esquerra Unida en la anterior legislatura. Por la circunscripción de Alicante, el cabeza de lista fue Rafael Climent, del Bloc y alcalde de Muro. Y por Castellón, también del Bloc, Alfred Remolar.
La coalición aspiraba a revalidar el escaño de Isaura Navarro por Valencia. Sin embargo, los resultados estuvieron muy por debajo de las expectativas, puesto que obtuvieron 29 760 votos (1,08 % en la Comunidad Valenciana), sin conseguir escaño ni sobrepasar a EUPV (que obtuvo 74 405 votos, 2,71 %), consiguiendo resultados incluso inferiores a los conseguidos en las anteriores legislativas por el Bloc en coalición con Esquerra Verda (40 759 votos, 1,53 %).

## Elecciones municipales de 2011

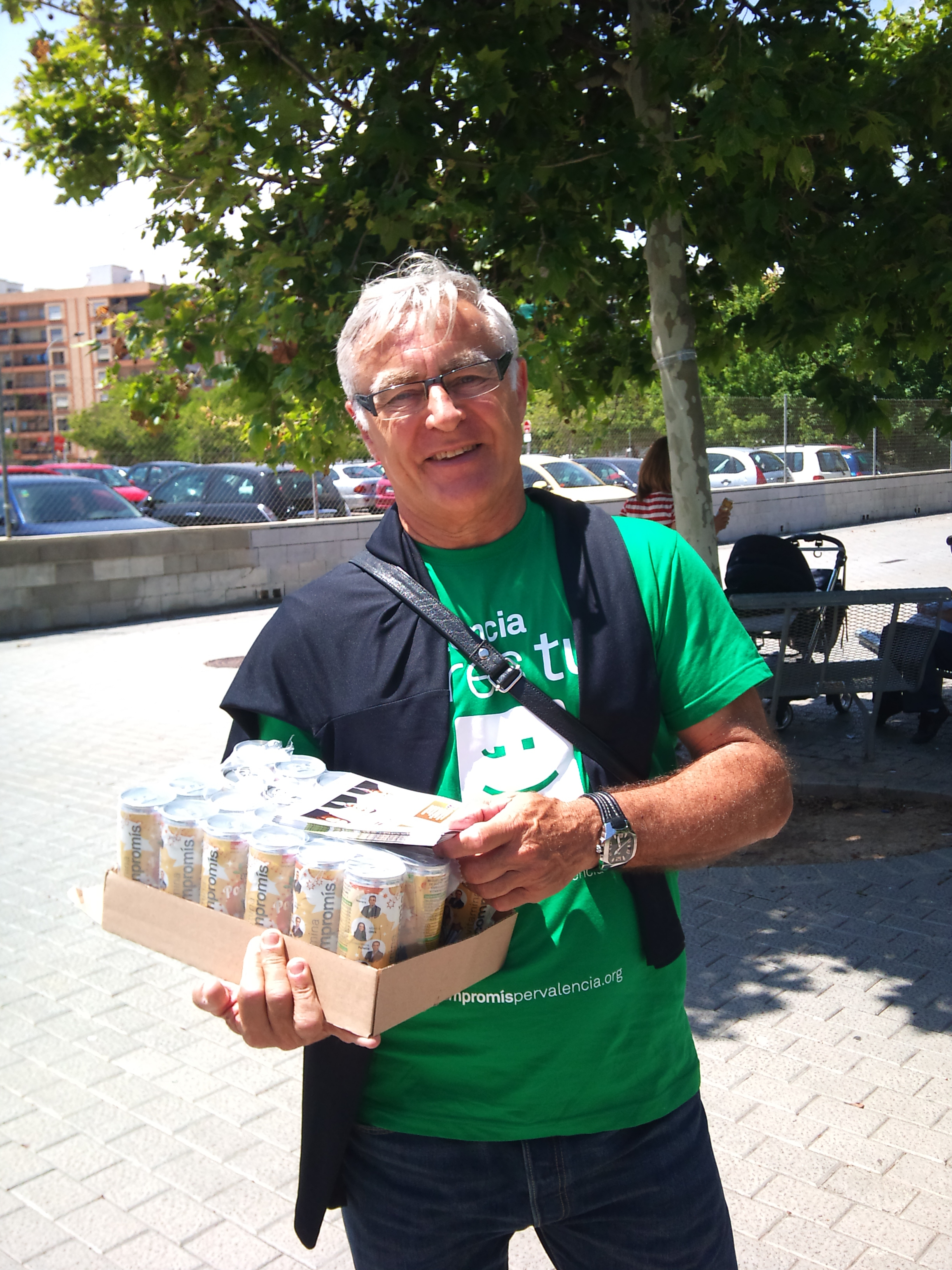
Joan Ribó, cabeza de lista de CpV.

La coalición también se presentó a las elecciones municipales de 2011 con el apoyo de 320 candidaturas, de las cuales únicamente 290 eran listas propias. De las 290 listas, tan sólo 219 se presentaron bajo la marca unificada de la coalición, la cual fue Bloc Nacionalista Valencià: Coalició Municipal Compromís, mientras en otros municipios se optó por utilizar otras variantes, debido, entre otros casos, a la existencia de dos candidaturas en un mismo municipio, como Villarreal, Onda o Castellón de la Plana. Finalmente, según el Ministerio del Interior, la marca Bloc Nacionalista Valencià: Coalició Municipal Compromís obtuvo 180 913 votos, es decir, un 7,23 % de los votos de la Comunidad Valenciana, así como el gobierno de 7 municipios con mayoría absoluta, y el de 5 con mayoría relativa. Además de esto, el Bloc consiguió sumar en solitario otros 13 321 votos más, lo cual supone un aumento del 0,53 % de los votos obtenidos por la coalición, así como 29 concejales más.
En la ciudad de Valencia, la coalición obtuvo 3 concejales con el independiente Joan Ribó como cabeza de lista, mientras que en Alicante y en Elche la coalición no superó la barrera del 5 % para obtener representación. El caso de Castellón de la Plana fue distinto, ya que el Bloc e Iniciativa/EV-EE se presentaron por separado, obteniendo el Bloc su mejor resultado de la historia, con un 8,83 % de los votos y dos concejales, mientras que Iniciativa/EV-EE con un 1,64 % de los votos no pudo obtener representación en el consistorio.
| Concejales obtenidos en 2011 en las principales ciudades de cada provincia por los partidos miembros de la Coalición |            |                  |            |                         |            |
| Municipio | Concejales | Municipio        | Concejales | Municipio               | Concejales |
| Castellón de la Plana                                                                                                | 2          | Valencia         | 3          | Alicante                | 0          |
| Villarreal | 4          | Gandía           | 2          | Elche                   | 0          |
| Burriana | 0          | Torrente         | 2          | Santa Pola              | 2          |
| Vall de Uxó | 0          | Sagunto          | 4          | Torrevieja              | 0          |
| Vinaroz | 2          | Paterna          | 2          | Orihuela                | 0          |
| Benicarló | 2          | Alcira           | 3          | Benidorm                | 0          |
| Onda | 0          | Mislata          | 0          | Alcoy                   | 5          |
| Almazora | 4          | Burjasot         | 2          | Elda                    | 0          |
| Benicasim | 1          | Onteniente       | 3          | San Vicente del Raspeig | 0          |
| Nules | 0          | Chirivella       | 1          | Denia                   | 1          |
| Resto | 22         | Resto            | 201        | Resto                   | 84         |
| Total provincial | 37         | Total provincial | 250        | Total provincial        | 90         |
| Fuente:Ministerio del Interior                                                                                       |            |                  |            |                         |            |

## Elecciones a las Cortes Valencianas de 2011

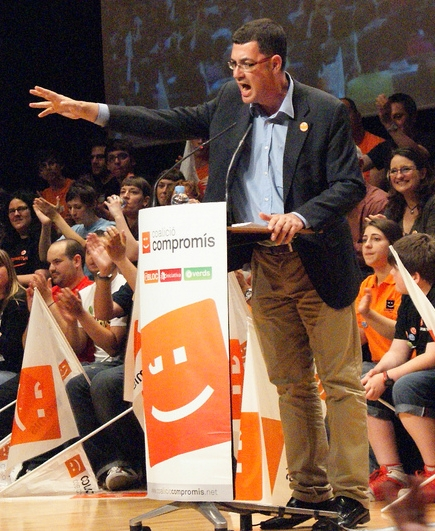
Mitin de Enric Morera (BLOC), candidato a la presidencia de la Generalidad en las elecciones del 2011 por la Coalición.

La Coalició Compromís se creó en enero de 2010 para presentarse a las elecciones a las Cortes Valencianas de 2011, con la voluntad de crear un "tercer espacio" que permitiera un cambio "sustantivo y en profundidad" en la política valenciana y ser la "auténtica alternativa" al bipartidismo del PP y PSOE.
Enric Morera (BLOC) fue el candidato para la presidencia de la Generalidad y cabeza de lista por Valencia, seguido de Mònica Oltra (Iniciativa), Juan Ponce (VERDS-EE) y Fran Ferri (BLOC). La cabeza de lista por la provincia de Alicante fue Mireia Mollà (Iniciativa), seguida por Dimas Montiel (BLOC). Mientras que el cabeza de lista en la provincia de Castellón fue Josep Maria Pañella (BLOC). Como hecho simbólico se puede destacar que las listas de las circunscripciones de Valencia y Alicante contaron, respectivamente, con la presencia del escritor Ferran Torrent y del cantante Josep Nadal, vocalista del grupo La Gossa Sorda. Por su parte, el Partido Verde Europeo reconoció a Coalició Compromís como su interlocutora en el País Valenciano.
Los resultados de la coalición, en las elecciones autonómicas, fueron mejores que los esperados según las encuestas, ya que obtuvieron 175 087 votos, es decir un 7 % de las papeletas, lo cual se tradujo en seis diputados (3 del BLOC, 2 de Iniciativa y 1 de EV-EE), cuatro por Valencia, y uno por Alicante y Castellón. Se puede deducir que el resultado de estas elecciones se debe al batacazo que sufrió el PSPV-PSOE y al trasvase de votos desde el partido socialista hacia la coalición. El resultado obtenido en el año 2003 por el Bloc Nacionalista, única cifra válida para comparar, ya que en el 2007 se presentó en coalición con EUPV, fue entonces, con Pere Mayor de cabeza de lista, de 114 122 votos (4,8 %), mientras que en las elecciones autonómicas del año 2011 se rebasaron los votos del 2003 en 60 000 votos.

## Elecciones generales de 2011
Enric Morera, portavoz en las Cortes Valencianas del grupo Compromís confirmó, el 18 de junio de 2011, que la coalición presentaría una candidatura a las elecciones generales del 20 de noviembre, aunque para estas elecciones se sumó un cuarto partido a la coalición, Equo, promovido, entre otros, por dos de los partidos que forman parte de Compromís: Iniciativa y EV-EE. Para estas elecciones la coalición adoptó la marca Compromís-Q.

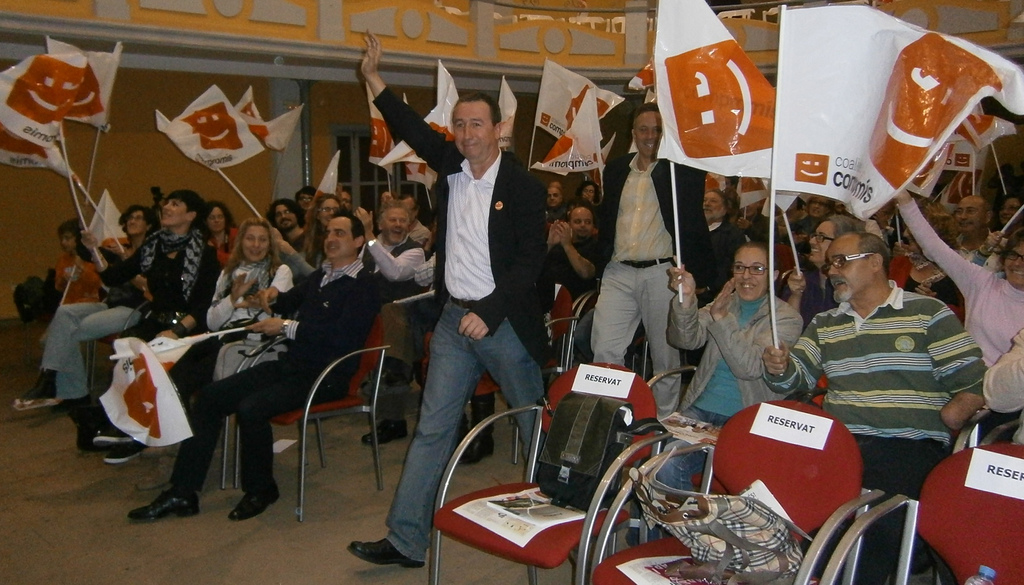
Mitin de Joan Baldoví (BLOC), cabeza de lista de la Coalición por Valencia en las elecciones generales del 2011.

Con la modificación de la ley electoral, que se realizó en enero del 2011, la coalición se vio obligada a recoger la firma de al menos el 0,1 % del censo electoral de la circunscripción por la que quieran presentarse, ya que los partidos o coaliciones que no obtuvieron representación en ninguna de las cámaras en las elecciones del 2008 no podrían presentar candidaturas al Congreso y al Senado, en las generales de 2011 si no superaban este trámite. Compromís-Q obtuvo 25 000 avales en toda la Comunidad Valenciana, de los cuales 18 000 eran de la Provincia de Valencia. En Castellón obtuvieron 2 000 y en Alicante tuvieron el apoyo de 5 000 personas.
La lista al Congreso de los Diputados por Valencia la lideró el nacionalista Joan Baldoví del Bloc Nacionalista Valencià (BLOC). Por Castellón, el candidato fue el también valencianista Roger Mira, hijo del intelectual Joan Francesc Mira. Por Alicante, la cabeza de cartel fue Aitana Mas, de Iniciativa del Poble Valencià. En sus primeras declaraciones públicas tras ser elegido candidato, Joan Baldoví afirmó ver un "futuro esperanzador" ante "la posibilidad de tener por primera vez desde la Segunda República un diputado valencianista en las Cortes".
Compromís-Q se convirtió en la quinta fuerza política de la Comunidad Valenciana por número de votos, tras PP, PSOE, EUPV-EV y UPyD. Obtuvo un escaño por Valencia (Joan Baldoví), con 125 150 votos en el conjunto de la Comunidad, multiplicando casi por cinco sus votos respecto a las anteriores generales. Sus mejores resultados los tuvo en la provincia de Valencia, donde con 85 725 votos fue la cuarta fuerza política, sobrepasando a UPyD.

## Elecciones europeas de 2014

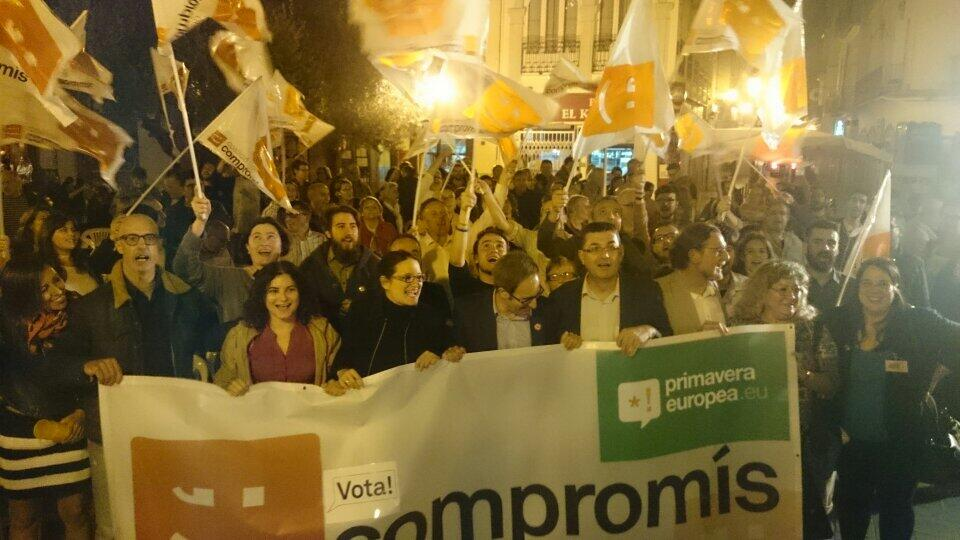
Inicio de la Campaña electoral de la Coalició Compromís: Primavera Europea, encabezada por Jordi Sebastià (BLOC).

Durante 2013, desde Compromís se anunció su intención de concurrir a las elecciones europeas de 2014 encabezando una lista que tuviese por objetivo obtener un Eurodiputado. Para ello, se establecieron contactos con Anova-Irmandade Nacionalista y Podemos, si bien finalmente se cerró el acuerdo con Equo y Chunta Aragonesista, formaciones con las que se llevaba manteniendo contactos desde varios meses atrás.
La coalición con que Compromís se presentó a las elecciones europeas de 2014 se llamó Primavera Europea, cuyo principal aliado era Equo. El cabeza de lista en la candidatura pertenecía a Compromís, Jordi Sebastià, que según los acuerdos electorales cederá su posición al candidato de Equo, Florent Marcellesi, a mitad de legislatura, en proporción a los votos obtenidos por Compromís y Equo en las elecciones.
Jordi Sebastià, militante del Bloc y alcalde de Burjasot, fue elegido candidato con el 54 % de los votos en las primarias abiertas que Compromís celebró en marzo, dónde se presentaron cinco candidatos.
En la coalición electoral, además de Equo, participaron la Chunta Aragonesista (CHA), el Partido Castellano (PCAS), la Coalición Caballas (Caballas), que es el principal partido de la oposición de la ciudad de Ceuta, el partido Por un Mundo más Justo (PUM+J), el partido Democracia Participativa (Participa) y Socialistas Independientes de Extremadura (SIEX). Mientras que los partidos que la apoyan son Socialistas por Tenerife (SxTf), Los Verdes de Villena (LVdV), Demos + (D+), Electores de Alhaurín (EdA), Junts per Agres (JxA), Agrupación Barruelana Independiente (ABI) y Mesa de la Ría de Huelva (MRH), además de Més per Mallorca, cuya formación no se presentó a las elecciones y recomendó votar a Primavera Europea o a L'Esquerra pel Dret a Decidir.
Primavera Europea obtuvo 138 488 votos (8,11 %) en la Comunidad Valenciana, y un total de 299 884 votos (1,96 %) en el conjunto del estado, lo que le permitió obtener un escaño.

## Elecciones municipales de 2015
| Concejales obtenidos en 2015 en las principales ciudades de cada provincia por la Coalición |            |                  |            |                         |            |
| Municipio                                                                                   | Concejales | Municipio        | Concejales | Municipio               | Concejales |
| Castellón de la Plana                                                                       | 4          | Valencia         | 9          | Alicante                | 3          |
| Villarreal                                                                                  | 4          | Torrent          | 4          | Elche                   | 4          |
| Burriana                                                                                    | 3          | Gandía           | 3 (5)      | Torrevieja              | 0          |
| Vall de Uxó                                                                                 | 2          | Paterna          | 6          | Orihuela                | 0          |
| Vinaroz                                                                                     | 2          | Sagunto          | 5          | Benidorm                | 1 (2)      |
| Benicarló                                                                                   | 3 (4)      | Alcira           | 6          | Alcoy                   | 3          |
| Almazora                                                                                    | 5          | Mislata          | 1          | San Vicente del Raspeig | 3          |
| Onda                                                                                        | 1          | Burjasot         | 4          | Elda                    | 2          |
| Benicasim                                                                                   | 3          | Onteniente       | 2          | Denia                   | 4          |
| Nules                                                                                       | 1 (3)      | Aldaya           | 2          | Petrel                  | 1          |
| Total provincial                                                                            | 87         | Total provincial | 468        | Total provincial        | 167        |
| Fuente:Ministerio del Interior                                                              |            |                  |            |                         |            |

## Elecciones a las Cortes Valencianas de 2015
El 11 de julio de 2014 Mònica Oltra anunció que se presenta a encabezar la candidatura de la formación a la Generalidad en las elecciones de 2015 y pidió unas primarias abiertas para elegir la totalidad de listas municipales y autonómicas de la coalición.

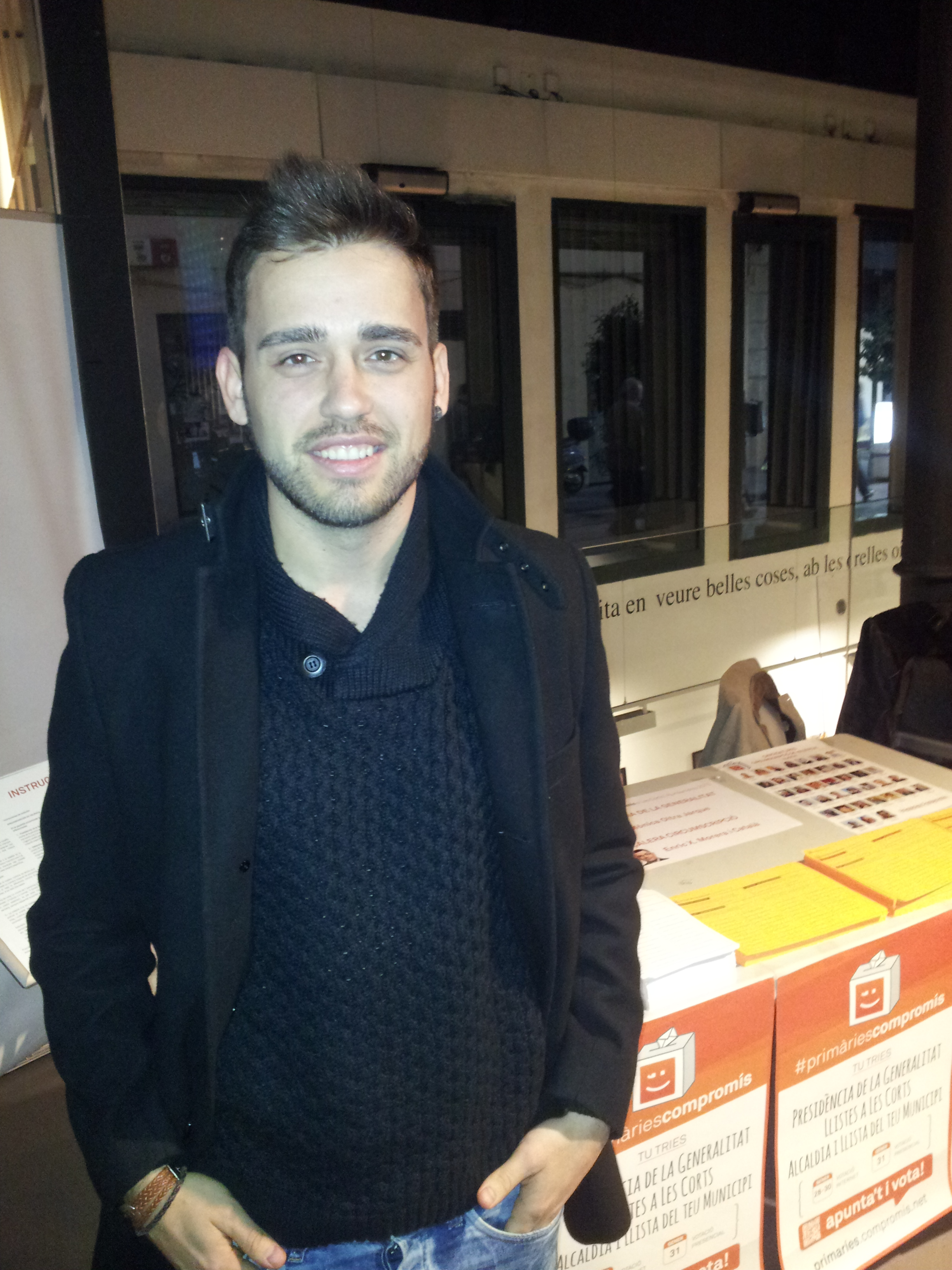
El diputado Fran Ferri durante las primarias de la Coalición.

Tras meses de negociaciones, el 13 de noviembre Compromís terminó de diseñar las primarias para elegir sus candidatos a las elecciones autonómicas de mayo de 2015, las cuales consistirán de votaciones separadas para el candidato a la presidencia, así como los cabezas de las listas de Castellón y Alicante y el número 2 de la lista de Valencia, y una tercera votación para el resto de integrantes de la lista, con entre una y tres posiciones reservadas como cuotas de pluralidad. Aunque en un primer momento el reglamento de primarias no fue aprobado en el Consejo General de la Coalición por no llegar a la mayoría cualificada de 2 tercios (64 % a favor por 66 % necesario), fundamentalmente por la oposición de la mayor parte de Bloc, aunque finalmente el reglamento fue aprobado por el 95,7 % de los votos del Consejo General de la Coalición pocos días después.
Una vez finalizado el plazo de presentación de candidaturas, y recogidos los avales necesarios, Mònica Oltra fue designada candidata de la coalición a presidir la Generalidad, ya que no se presentó nadie para competir con la diputada en las primarias. Mientras tanto, el también co-portavoz de la coalición, Enric Morera, fue el cabeza de lista autonómica de la circunscripción de Valencia al ser la suya la única candidatura en presentarse y recoger los avales, por lo que Morera ocupó el lugar número 2 por la circunscripción de Valencia. Mientras tanto en la circunscripción de Alicante, después de la recogida de avales, los candidatos y candidatas para encabezar la lista fueron 5: Josep Nadal, Mireia Mollà, Rafa Climent, Josep Crespo y Marian Campello. Finalmente, por la circunscripción de Castellón los candidatos y candidatas para encabezar la lista autonómica de Compromís fueron también 5: Vicent Marzà, Víctor Garcia, Carles Mulet, Roger Mira y Mònica Álvaro.
El plazo para inscribirse como votante en las primarias terminó el 21 de enero de 2015 con 40 175 inscritos. Las votaciones primarias a través de internet se desarrollaron entre los días 28 y 30 de enero, mientras que las votaciones presenciales se realizaron el 31 de enero. En las votaciones participó más del 70 % del censo, es decir, en total casi 30 000 personas ejercieron su derecho al voto. Por lo que respecta a los resultados, Mònica Oltra fue declarada formalmente candidata a la presidencia de la Generalidad, mientras que Mireia Mollà (Iniciativa) y Vicent Marzà (BLOC) fueron designados cabezas de lista por Alicante y Castellón respectivamente.
Por lo que respecta a posibles pactos y coaliciones con otros partidos, en septiembre de 2014 Enric Morera abrió la puerta a que la coalición hablara con otros partidos, como Podemos, para formar una candidatura conjunta de cara a las elecciones autonómicas, a lo cual Mònica Oltra se mostró favorable. A finales de 2014 y principios del 2015 el Bloc inició conversaciones con Esquerra Republicana del País Valencià para que este partido concurriera a las elecciones con Compromís, integrándose en la coalición como un partido adherido, para lo cual contaba con el apoyo de otros partidos adheridos, como Estat Valencià y Esquerra Valenciana, aunque para conseguirlo también se necesitaba la aprobación de los otros dos partidos miembros de la coalición, Iniciativa y Verds. Pese a que ERPV esperaba poder llegar a un acuerdo autonómico de cara a las elecciones, el líder del Bloc Nacionalista Valencià declaró que las posibilidades de acuerdo son exclusivamente del ámbito local, y sólo en algunos municipios donde ya se habían establecido contactos entre las formaciones. De este modo, los líderes de ambas formaciones apuntan a la voluntad de confluir en Compromís, aunque cada uno tiene un ritmo y un momento para la confluencia distinto, ya que Compromís lo quiere dejar para después de todas las elecciones del 2015, mientras que ERPV lo ve posible antes, siempre que haya voluntad política. Cuando el 27 de febrero Compromís proclamó sus candidaturas para las elecciones autonómicas y municipales sin miembros de Esquerra Republicana en sus listas fue interpretado como un «portazo» de Compromís a la posible integración de ERPV, lo cual hizo que esta formación retomara los contactos con EUPV anunciando un preacuerdo con esta formación a comienzos de marzo.

## Elecciones al Parlamento Europeo de 2019
En las Elecciones al Parlamento Europeo de 2019 se presenta dentro de la candidatura Compromiso por Europa en coalición con Coalición Caballas, En Marea, Nueva Canarias, Més per Mallorca, Chunta Aragonesista, Partido Castellano-Tierra Comunera, Coalición por Melilla, Iniciativa del Pueblo Andaluz, Izquierda Andalucista, Verdes de Europa.

## Elecciones municipales del 2019
| Concejales obtenidos en 2019 en las principales ciudades de cada provincia por la Coalición |            |                  |            |                         |            |
| Municipio                                                                                   | Concejales | Municipio        | Concejales | Municipio               | Concejales |
| Castellón de la Plana                                                                       | 3          | Valencia         | 10         | Alicante                | 2          |
| Villarreal                                                                                  | 3          | Torrent          | 2          | Elche                   | 2          |
| Burriana                                                                                    | 2          | Gandía           | 4          | Torrevieja              | 0          |
| Vall de Uxó                                                                                 | 1          | Paterna          | 3          | Orihuela                | 0          |
| Vinaroz                                                                                     | 1          | Sagunto          | 5          | Benidorm                | 0          |
| Benicarló                                                                                   | 2          | Alcira           | 9          | Alcoy                   | 2          |
| Almazora                                                                                    | 3          | Mislata          | 1          | San Vicente del Raspeig | 1          |
| Onda                                                                                        | 1          | Burjasot         | 2          | Elda                    | 0          |
| Benicasim                                                                                   | 2          | Onteniente       | 2          | Denia                   | 3          |
| Nules                                                                                       | 1          | Aldaya           | 1          | Petrel                  | 0          |
| Total provincial                                                                            | 84         | Total provincial | 477        | Total provincial        | 181        |
| Fuente:Ministerio del Interior                                                              |            |                  |            |                         |            |

## Elecciones generales de 2023
Concurrió a las elecciones generales de España de 2023 integrado en la coalición electoral Sumar.

## Elecciones al Parlamento Europeo de 2024 (Estado Español)
Concurrió a las Elecciones al Parlamento Europeo de 2024 (España) integrado en la coalición electoral Sumar.

## Evolución electoral
Desde la fundación de la Coalición en el año 2010 esta se ha presentado a todas las convocatorias electorales posteriores, obteniendo en la Comunidad Valenciana los siguientes resultados electorales:
| Comicios | Cabeza de lista | Votos        | %     | Escaños | +/- | Gobierno                |
| -------- | --------------- | ------------ | ----- | ------- | --- | ----------------------- |
| 2011     | Enric Morera    | 176.213 (3º) | 7,19  | 6/99    | 2a  | Oposición               |
| 2015     | Mónica Oltra    | 456.823 (3º) | 18,20 | 19/99   | 13  | Coalición con PSOE      |
| 2019     | Mónica Oltra    | 443.640 (4º) | 16,44 | 17/99   | 2   | Coalición con PSOE y UP |
| 2023     | Joan Baldoví    | 357.989 (3º) | 14,51 | 15/99   | 2   | Oposición               |

a Respecto a los escaños obtenidos por Bloc Nacionalista Valencià. Els Verds-Esquerra Ecologista del País Valencià dentro de la coalición Compromís pel País Valencià en 2007
| Elecciones                                          | Votos   | % de votos en la CV | Escaños | Posición en la CV |
| --------------------------------------------------- | ------- | ------------------- | ------- | ----------------- |
| Elecciones generales de España de 2008              | 29 760  | 1,09                | -       | 4º                |
| Elecciones municipales de España de 2011            | 180 913 | 7,23                | 345     | 3º                |
| Elecciones generales de España de 2011              | 125 150 | 4,8                 | 1       | 5º                |
| Elecciones al Parlamento Europeo de 2014            | 138 488 | 7,94                | 1       | 6º                |
| Elecciones municipales de España de 2015            | 381 533 | 15,26               | 722     | 3º                |
| Elecciones generales de España de 2015              | 671 071 | 25,05               | 4 (9)   | 2º                |
| Elecciones generales de España de 2016              | 655 895 | 25,37               | 4 (9)   | 2º                |
| Elecciones generales de España de abril de 2019     | 172 751 | 6,45                | 1       | 6º                |
| Elecciones municipales de España de 2019            | 336 251 | 14,46               | 724     | 3º                |
| Elecciones al Parlamento Europeo de 2019            | 193 503 | 8,43                | -       | 5º                |
| Elecciones generales de España de noviembre de 2019 | 176 287 | 7,00                | 1       | 6º                |
| Elecciones municipales de España de 2023            | 331 314 | 13,31               | 662     | 3º                |
| Elecciones generales de España de 2023              | 402 813 | 15,23               | 2 (4)   | 4º                |
| Elecciones al Parlamento Europeo de 2024 (España)   | 151 015 | 7,7                 | 1 (3)   | 4º                |

1. ↑  Junto a Podemos
2. ↑  Junto a Podemos e Izquierda Unida
3. ↑  Junto a Más País
4. ↑  Junto a Sumar
5. ↑  Junto a Sumar

#### Elecciones a las Cortes Generales
Los diputados obtenidos por la Coalición, para el Congreso de los Diputados, en cada provincia han sido los siguientes:
| Evolución del número de escaños en el Congreso de los Diputados |      |      |       |       |      |       |
| Circunscripción / Año                                           | 2008 | 2011 | 2015a | 2016b | 2019 | 2023c |
| Alicante                                                        | 0    | 0    | 1 (3) | 1 (3) | 0    | 0     |
| Castellón                                                       | 0    | 0    | 1 (1) | 1 (1) | 0    | 0     |
| Valencia                                                        | 0    | 1    | 2 (5) | 2 (5) | 1    | 2 (3) |
| TOTAL                                                           | 0    | 1    | 4 (9) | 4 (9) | 1    | 2 (3) |

adentro de la coalición Compromís-Podemos-És el moment.

bdentro de la coalición Compromís-Podemos-EUPV: A la valenciana.

cdentro de la coalición Sumar

#### Elecciones a las Cortes Valencianas
Desde que EUPV dejó de formar parte del grupo parlamentario de la Coalición Compromís pel País Valencià, los diputados autonómicos de la Coalición en cada provincia han sido los siguientes:
| Evolución del número de escaños en las Cortes Valencianas |      |      |      |      |      |
| Circunscripción / Año                                     | 2007 | 2011 | 2015 | 2019 | 2023 |
| Alicante                                                  | 1    | 1    | 5    | 4    | 4    |
| Castellón                                                 | 1    | 1    | 4    | 4    | 3    |
| Valencia                                                  | 2    | 4    | 10   | 9    | 8    |
| TOTAL                                                     | 4    | 6    | 19   | 17   | 15   |

#### Elecciones municipales
Desde que se fundó la Coalición en el año 2010 los resultados obtenidos por esta, según el Ministerio del Interior (incluyendo todos los concejales obtenidos por los partidos de la coalición, incluso donde no se presentaban en coalición), han sido los siguientes:
| Nº de concejales por provincia |      |      |      |      |
| Año                            | 2011 | 2015 | 2019 | 2023 |
| Alicante                       | 90   | 167  | 180  | 176  |
| Castellón                      | 37   | 87   | 84   | 87   |
| Valencia                       | 254  | 468  | 460  | 399  |
| TOTAL                          | 381  | 722  | 724  | 662  |

## Galería de imágenes

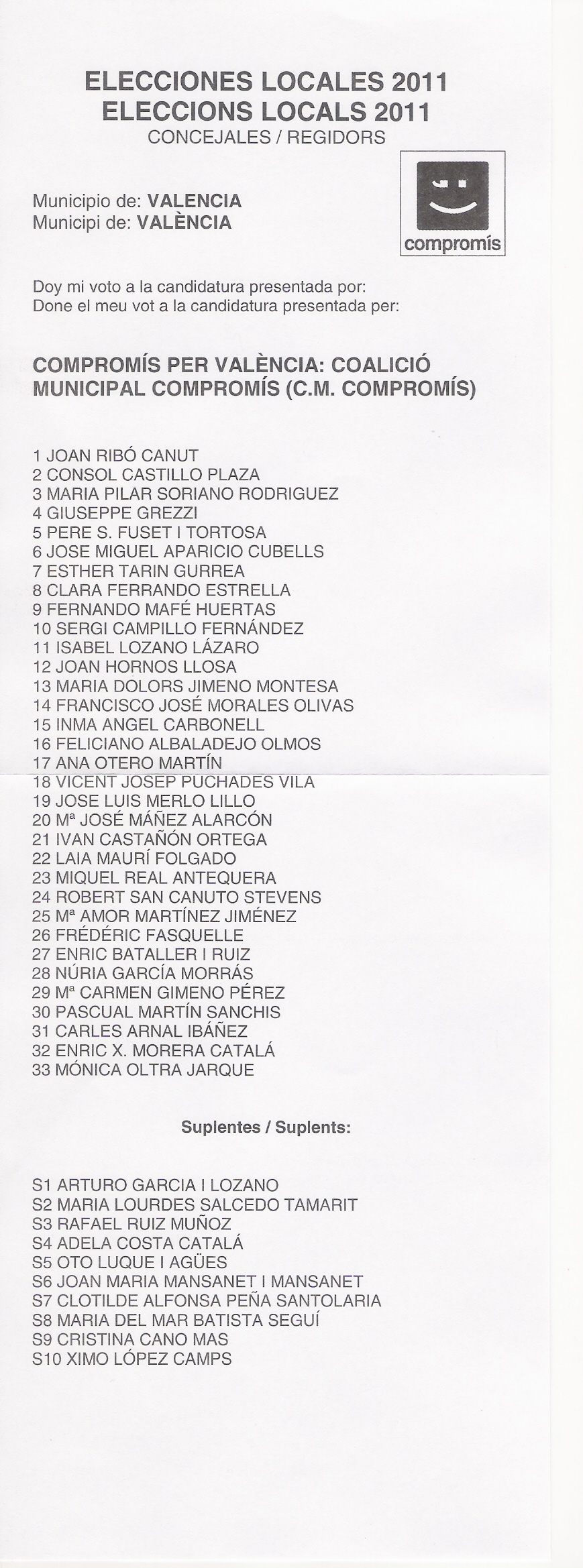
Papeleta de Compromís en las elecciones municipales de 2011 por Valencia.
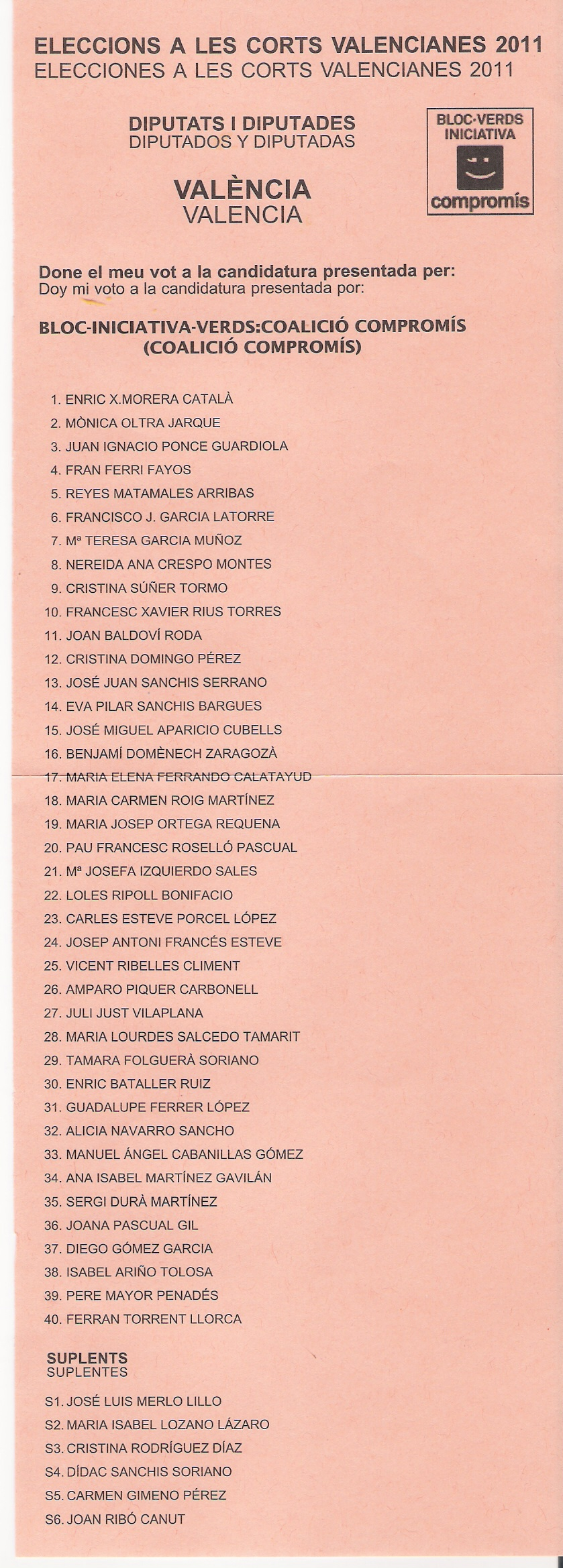
Papeleta de Compromís en las elecciones autonómicas de 2011 por la provincia de Valencia.
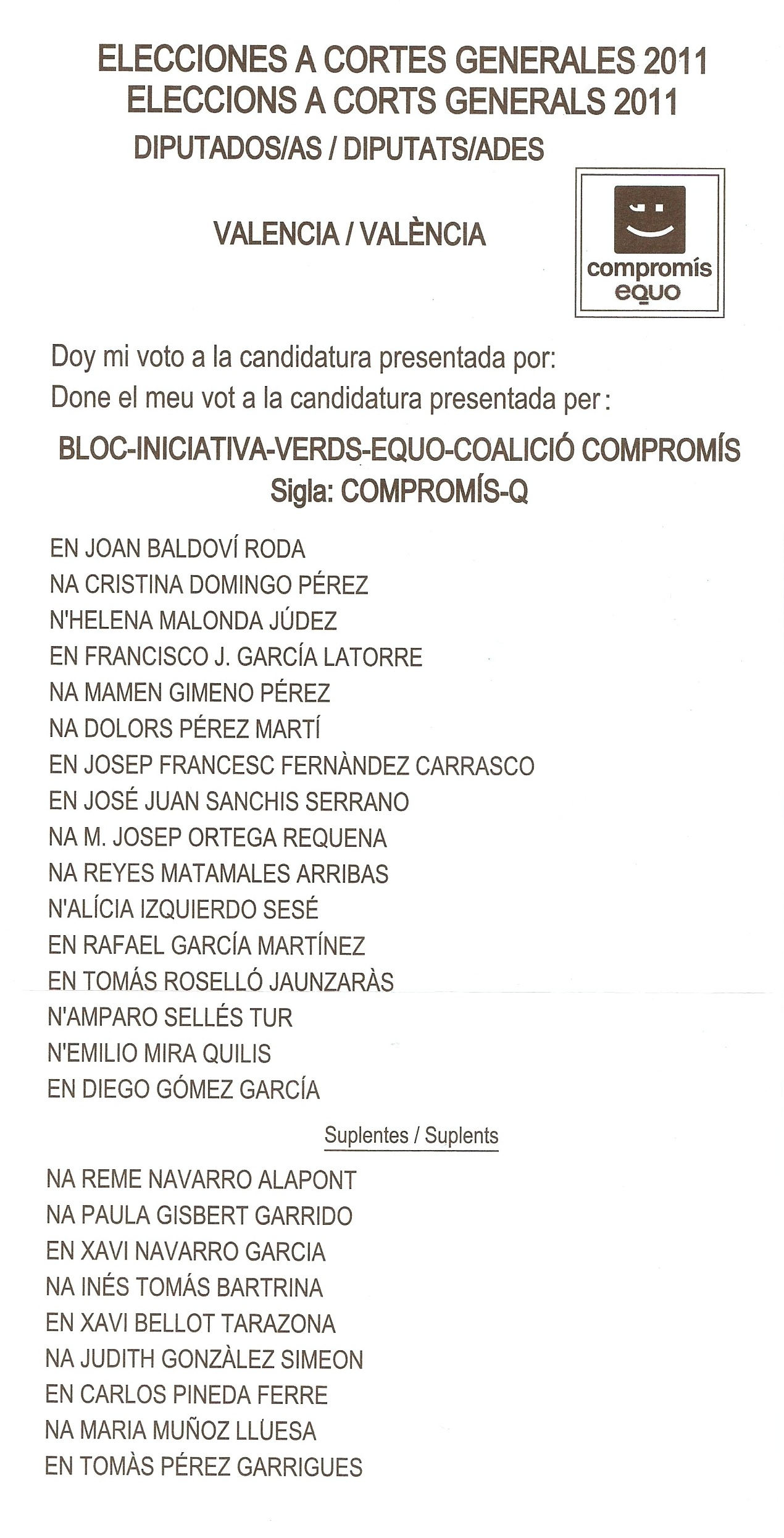
Papeleta de Compromís-Q en las elecciones generales de 2011 por la provincia de Valencia.
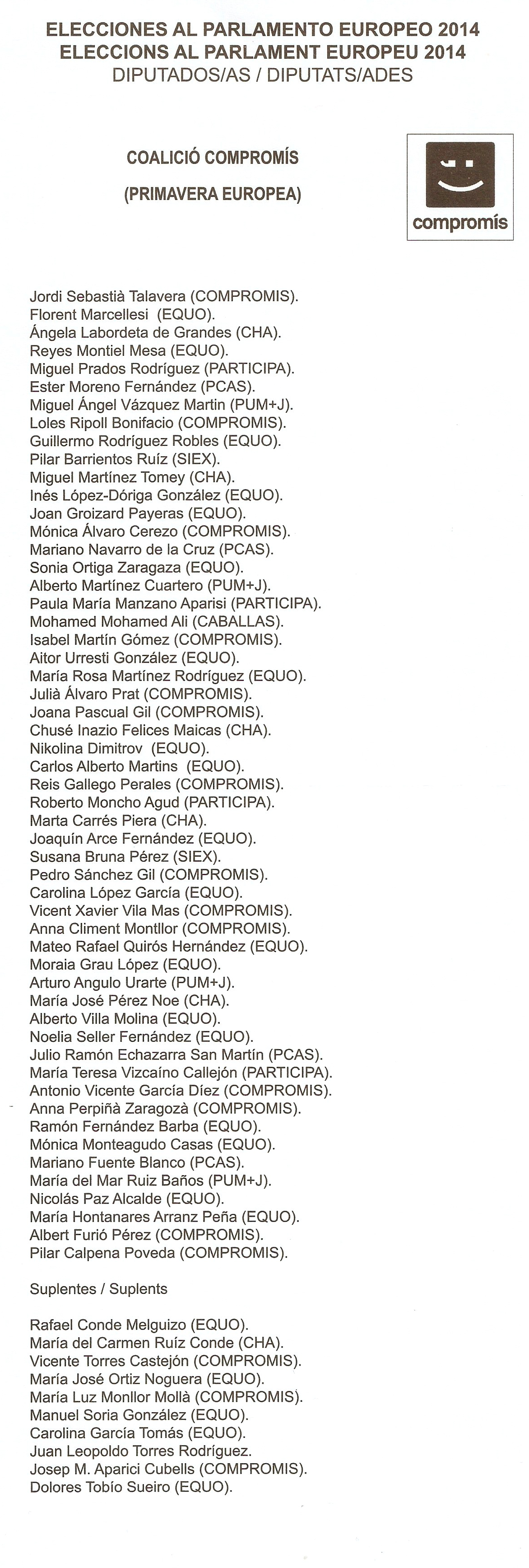
Papeleta de Compromís en las elecciones europeas de 2014.
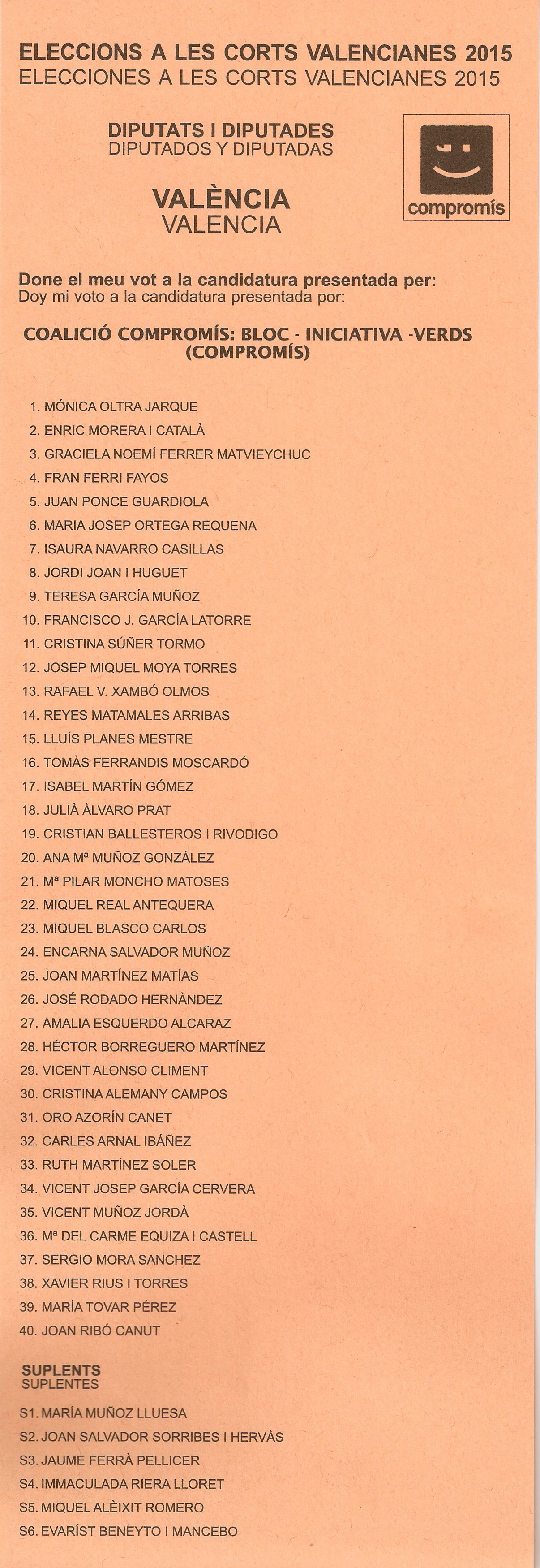
Papeleta de Compromís en las elecciones autonómicas de 2015 por la provincia de Valencia.
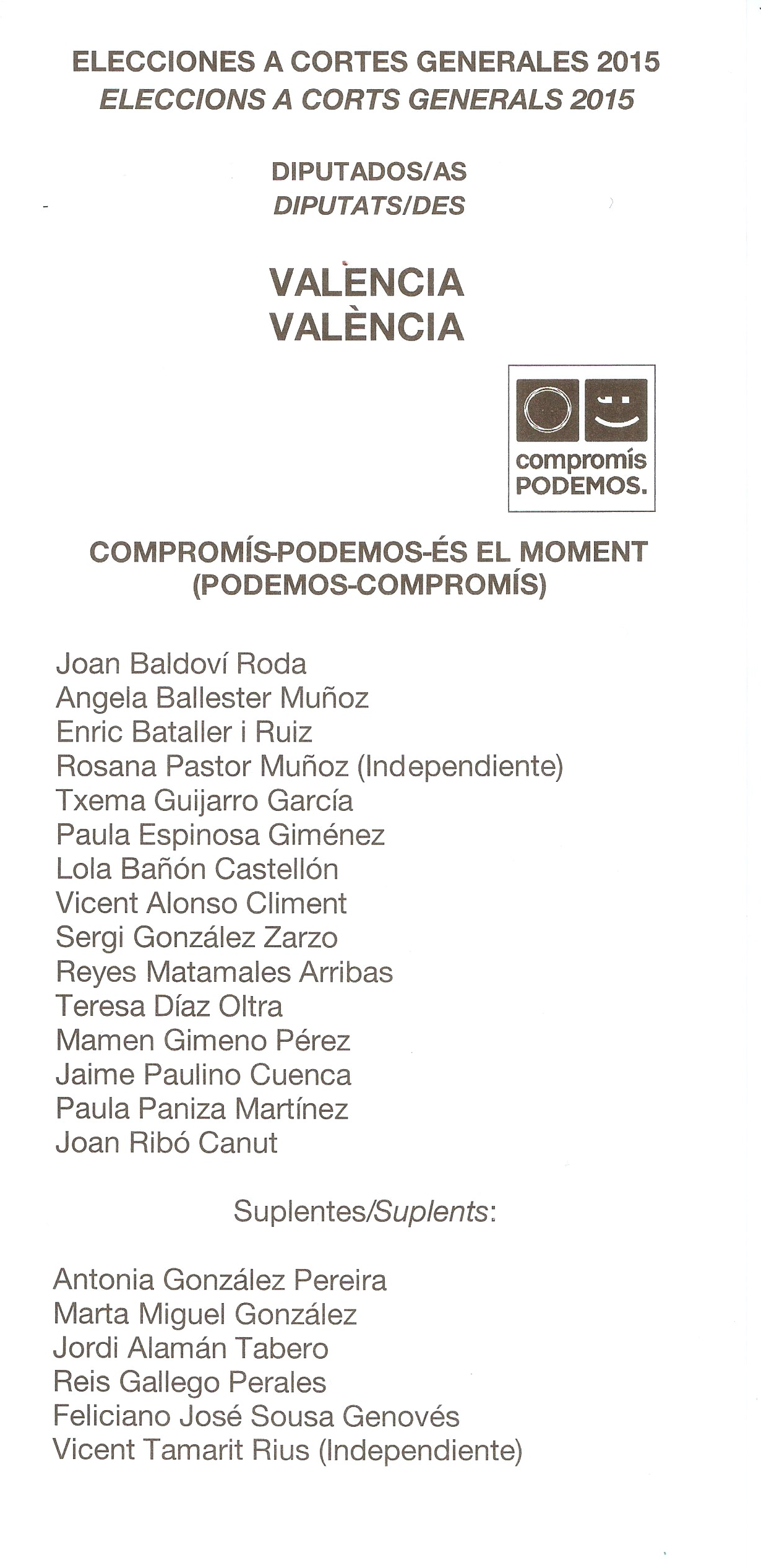
Papeleta de Compromís-Podemos-És el moment en las elecciones generales de 2015 por la provincia de Valencia.
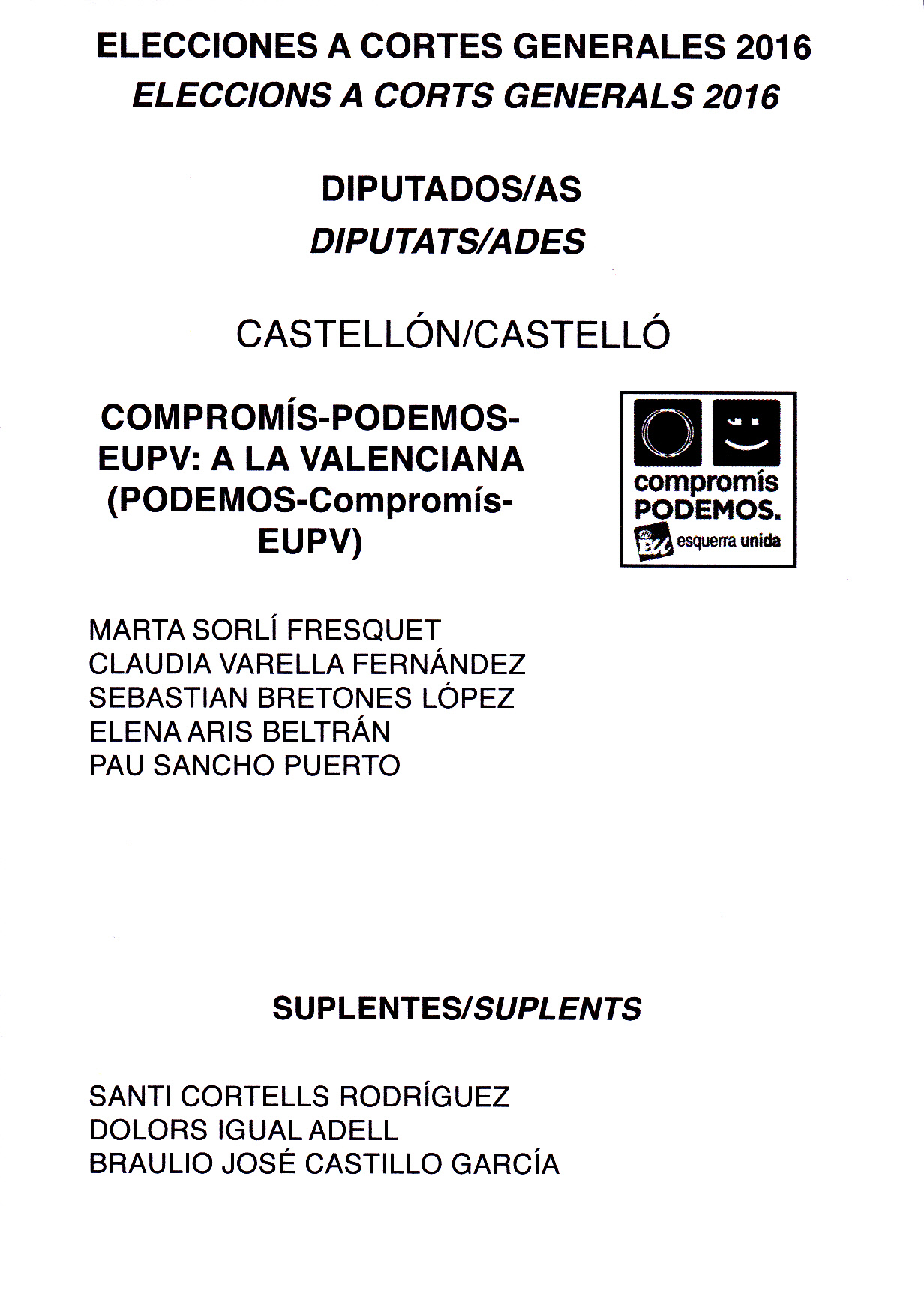
Papeleta de Compromís-Podemos-EUPV: A la Valenciana en las elecciones generales de 2016 por la provincia de Castellón.
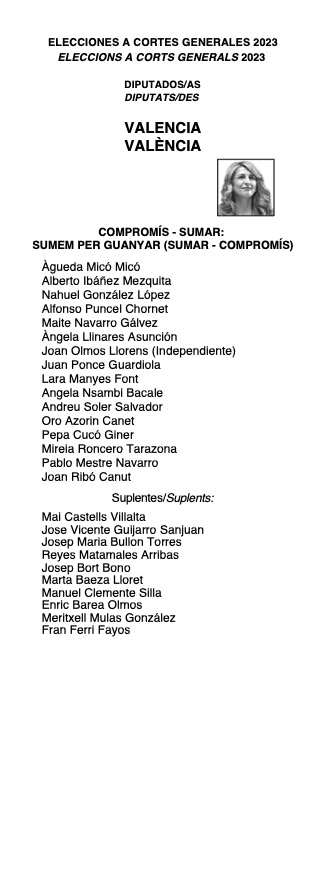
Papeleta de la provincia de Valencia para las elecciones generales del 2023 en la que Compromís discurría con Sumar.